# Teixidor de Pelzeln
El teixidor de Pelzeln (Ploceus pelzelni) és un ocell de la família dels ploceids (Ploceidae).

## Hàbitat i distribució
Viu pròxim als rius i llacs, a Sierra Leone, sud de Costa d'Ivori, Ghana, Togo, Nigèria, Camerun, República Democràtica del Congo, el Gabon, República del Congo, Cabinda, nord d'Angola i l'extrem nord-oest de Zàmbia, Sudan del Sud, Uganda, oest de Kenya, Ruanda, Burundi i l'extrem nord-oest de Tanzània.